# Fédération suédoise des échecs
La Fédération suédoise des échecs (suédois : Sveriges Schackförbund, SSF) est l'organisme national chargé de gérer et de promouvoir la pratique des échecs en Suède. Elle organise entre autres le championnat de Suède d'échecs.
Elle a été fondée en 1917 et son siège se situait en 2015 à Norrköping. Folke Rogard en fut le président de 1947 à 1964. Depuis le 6 juillet 2013, elle est dirigée par Carl Fredrik Johansson, un spécialiste en relations publiques né en 1967, également candidat maître.
En 2015, la fédération annonçait 27 000 licenciés dont 23 000 jeunes de moins de 25 ans.